# Kloster Santa María de Obarra

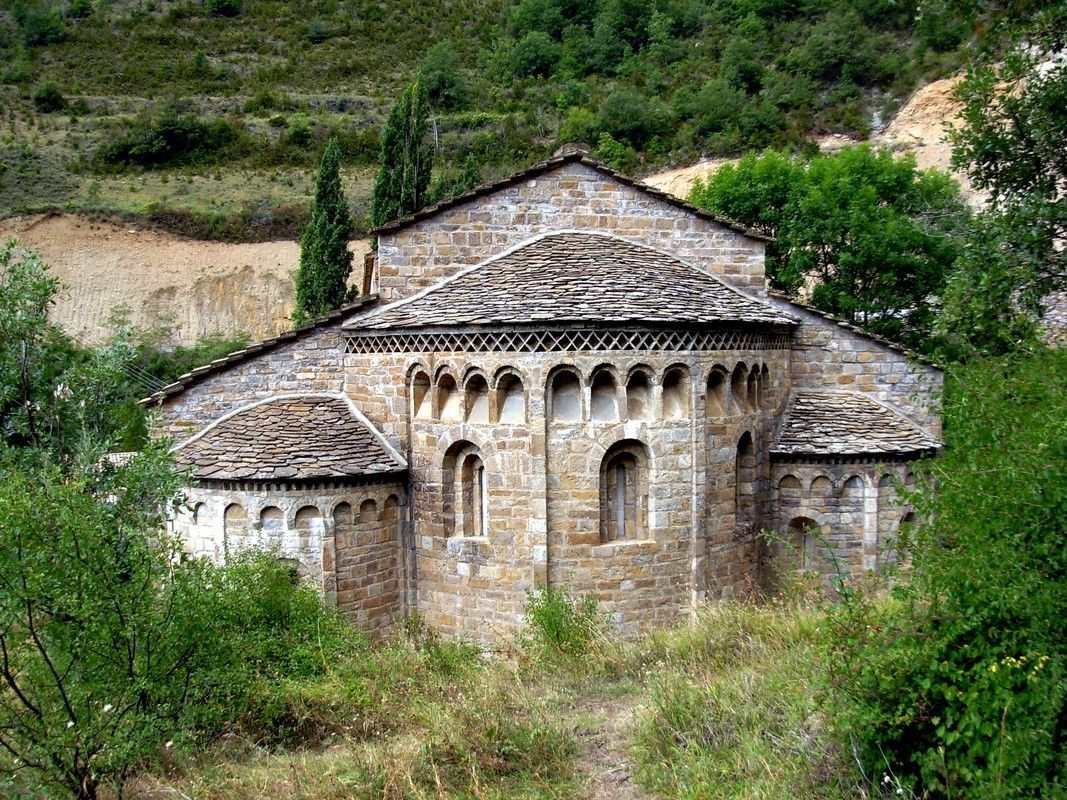
Die Klosterkirche von Osten

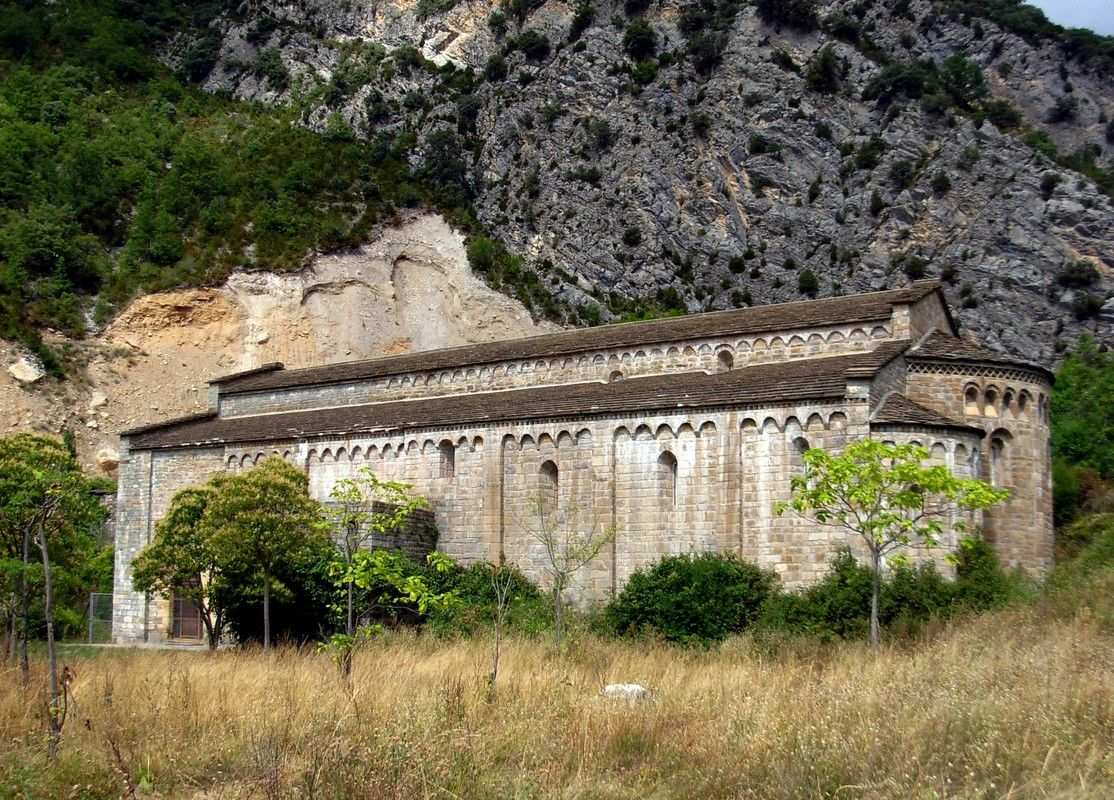
Klosterkirche von Südosten

Das Benediktinerkloster Santa María de Obarra ist ein ehemaliges Kloster in den aragonesischen Pyrenäen. Es liegt im Tal des Flusses Isábena an dessen linkem Ufer im Ortsteil Calvera der Gemeinde Beranuy der Comarca Ribagorza.

## Geschichte
Das Kloster wird erstmals im Jahr 874 urkundlich erwähnt, soll aber auf die Zeit vor der maurischen Eroberung (710) zurückgehen. Im frühen 10. Jahrhundert wurde das Kloster von Bernardo Unifredo von Ribagorza reformiert. Es diente als Grablege der Grafen von Ribagorza. 1076 wurde das zuvor selbstständige Kloster als Priorat dem Kloster San Victorián unterstellt. Bei der (Wieder)gründung des Bistums Barbastro im Jahr 1571 fand das Priorat sein Ende. Die Gewölbe stürzten 1872 ein. 1931 wurde das Kloster schließlich zum Monumento Nacional (Bien de Interés Cultural) erklärt. Um 1960 begann eine Rekonstruktion der Kirche.

## Bauten und Anlage
Die bestehenden, lombardisch beeinflussten Bauten gehen wohl auf das 11. Jahrhundert zurück. Jedoch sind noch Reste aus westgotischer Zeit vorhanden (u. a. Kapitelle des Portals und der Altarmensa). Die dreischiffige basilikale Kirche Santa María ohne Querhaus besitzt sieben Joche. Die drei halbrunden Apsiden sind mit Blendbogenfriesen,  mit tiefen Nischen an der Hauptapsis, und Lisenen verziert. Ein Turm an der Südwand wurde nur bis zur Höhe von drei Metern ausgeführt. Nördlich der Kirche sind die Konventsgebäude als Ruinen erhalten. Zum Kloster gehörte auch die nahe gelegene kleine einschiffige Kirche San Pablo aus dem 12. Jahrhundert mit einem Tonnengewölbe.